# Julian Popov
Pour les articles homonymes, voir Popov.
Julian Georgiev Popov (en bulgare : Юлиан Георгиев Попов), né le 21 septembre 1959 à Sofia (Bulgarie), est un homme politique et écrivain bulgare.

## Biographie
Membre du parti Nous continuons le changement, il est ministre de l'Environnement et de l'Eau au sein du gouvernement bulgare du 13 mars au 29 mai 2013 et du 6 juin 2023 au 9 avril 2024. 
En 2024, il fait partie des deux personnes proposées par le gouvernement bulgare à la présidente de la Commission européenne Ursula von der Leyen, mais il n'est pas choisi, au profit d'Ekaterina Zakharieva.
Il est membre de la Fondation européenne pour le climat depuis 2008,.